# كأس العالم تحت 17 سنة لكرة القدم 1987
كأس العالم تحت 17 سنة لكرة القدم 1987 (بالإنجليزية: 1987 FIFA U-16 World Championship)‏ هو موسم من كأس العالم تحت 17 سنة لكرة القدم. أشرف على تنظيمه الاتحاد الدولي لكرة القدم، وكان عدد الأندية المشاركة فيه  16، وفاز فيه منتخب الاتحاد السوفييتي لكرة القدم.